# ジョヴァンニ・ロヴェッタ
ジョヴァンニ・ロヴェッタ（Giovanni Rovetta、1596年 - 1668年10月23日）はイタリアのバロック音楽の作曲家、歌手。
ヴェネツィア・サン・マルコ大聖堂ではじめボーイソプラノ歌手、ついで1615年から1617年まで器楽奏者を務める。1623年12月、17歳でバス声部指揮者となり、1626年11月、22歳で副楽長に指名される。楽長はモンテヴェルディで、ロヴェッタもモンテヴェルディから教えを受けた。「シニョール・ルエーティ」と呼ばれていたロヴェッタは、1644年にモンテヴェルディが亡くなるとその後を受け楽長となり、1668年の死まで楽長職にあった。
ロヴェッタの音楽はその大多数の作品においてモンテヴェルディの影響が顕著である。1638年、ヴェネツィア駐在フランス大使からルイ14世誕生を祝う祝典音楽の作曲を委嘱される。これが重要な転機となり、そのときに得た人脈で、ミサ、12の詩編晩祷、マニフィカートを含む作品集『ミサと伴奏付き詩篇』を出版、またモテット集4巻、マドリガーレ集3巻を出版した。ほかにオペラが2つあるが散逸。

## 作品
- Salmi concertati con motetti et alcune canzoni op.1, 1626 (Salmi concertati a cinqve et sei voci et altri con doi violini, con motetti à doi é tre voci, et alcune canzoni per sonar à tre è quatro voci con basso continuo) 新版: Magni Venezia 1641
- Madrigali concertati con un dialogo nel fine & una cantata op.2, Magni Venezia 1636
- Motetti concertati con le litanie della madonna et una messa concertata op.3, Vincenzi Venezia 1635
- 『ミサと伴奏付き詩篇』Messa e salmi concertati op.4, Vincenti Venezia 1639
- Motetti concertati con le letanie della madona op.5, Vincenti Venezia 1639
- Madrigali concertati et nel fine una cantata op.6, Vincenti Venezia 1640
- Salmi aggiontovi un Laudate pueri & Laudate Dominum omnes gentes op.7, Vincenti Venezia 1642
- 『詩篇』Salmi op.8, Vincenti Venezia 1644
- 『マドリガーレ集』Madrigale, op. 9, Vincenti Venezia 1645
- 『モテット集』Motetti, op. 10, Vincenti Venezia 1647
- 『モテット集』Motetti, op. 11, Vincenti Venezia 1650
- O Maria, quam pulchra es
- 『フランス王位継承者生誕のための祝祭音楽』 1638
- オペラ『リディアのヘラクレス』Ercole in Lidia (1645 Venezia, Teatro Novissimo)